# ادیگاراهالی
ادیگاراهالی (به انگلیسی: Adegarahalli) در هند است که در کارناتاکا واقع شده‌است.

## خصوصیات
ادیگاراهالی ۱٬۰۰۰ نفر جمعیت دارد.